# Gut Ostenwalde
Gut Ostenwalde war ein Rittersitz nördlich von Melle in Niedersachsen in der historischen Region Westfalen.
Vermutlich diente er ursprünglich als Bollwerk zum Schutze einer damals auf dem Berg befindlichen alten Volksburg. Ostenwalde ist der Stammsitz des adligen Geschlechts der Herren und Freiherren von Vincke, die schon seit 1223 nachweisbar als Ministeriale dem Osnabrücker Bischof dienten und das Gut noch heute besitzen. 1343 wird das Haus als Sitz von Omer Vincke erwähnt.
Die Wasserburg besteht aus einer quadratischen Hauptburg und einer südlich anschließenden Vorburg. Von dem doppelten Gräftenring sind nur noch Teile der Hauptburggräfte erhalten.
Der zweigeschossige Westflügel ist das heutige Hauptgebäude des Dreiflügelbaus. Dieser Gebäudeteil ist auch der älteste und stammt aus dem Jahr 1698. Der Giebel wird von Pyramiden geziert, die für die Weserrenaissance üblich sind. Der Mittelteil wurde im Jahr 1780 fertiggestellt. Der Ostflügel wurde zwischen 1906 und 1908 wiederhergestellt. Der Turm im Knick wurde auch bei dieser Baumaßnahme ergänzt und ist wohl als Anspielung auf die Weserrenaissance zu sehen. Dabei stieß man auf die Grundmauern des Vorgängerbaus sowie eines sich daran anschließenden Turms. Im Gutshaus gibt es eine Privatbibliothek mit über 15.000 Büchern, die von Idel Jobst II von Vincke angelegt wurde.
Im Park hinter dem Herrenhaus befindet sich eine Orangerie aus dem 19. Jahrhundert und seit 1839 ein gotisches Brunnenhäuschen, das früher auf dem Herforder Marktplatz gestanden hat. In der Nähe am Oldendorfer Mühlenbach liegt auch eine dem Gut zugehörige Ölmühle, die mit Wasserkraft angetrieben wird und aus dem 15. Jahrhundert stammt. 1988 wurde die Mühle vollständig restauriert. Heutzutage wird sie noch an Mühlentagen betrieben.
Das Geschlecht derer von Vincke war stets im Landtag vertreten. Das Herrenhaus diente vom Sommer 1945 bis 1949 als offizielle Residenz des Militärgouverneurs der britischen Zone. Bis Mai 1946 wohnte hier Field Marshal Bernard Montgomery. Ab November 1947 wurde diese Residenz für etwa zwei Jahre vom britischen Militärgouverneur General Brian Robertson bewohnt. Das auf Gut Ostenwalde aufbewahrte Familienarchiv der Familie verlor während der britischen Besatzung einen erheblichen Teil seiner Bestände.
Einen Tag nach der Verabschiedung des Grundgesetzes traf sich im Gut Ostenwalde der englische Außenminister Ernest Bevin mit Konrad Adenauer, Kurt Schumacher und Karl Arnold am 9. Mai 1949.